# Conservatoire Giuseppe-Verdi (Milan)
Pour l’article homonyme, voir Conservatoire Giuseppe-Verdi (Turin).

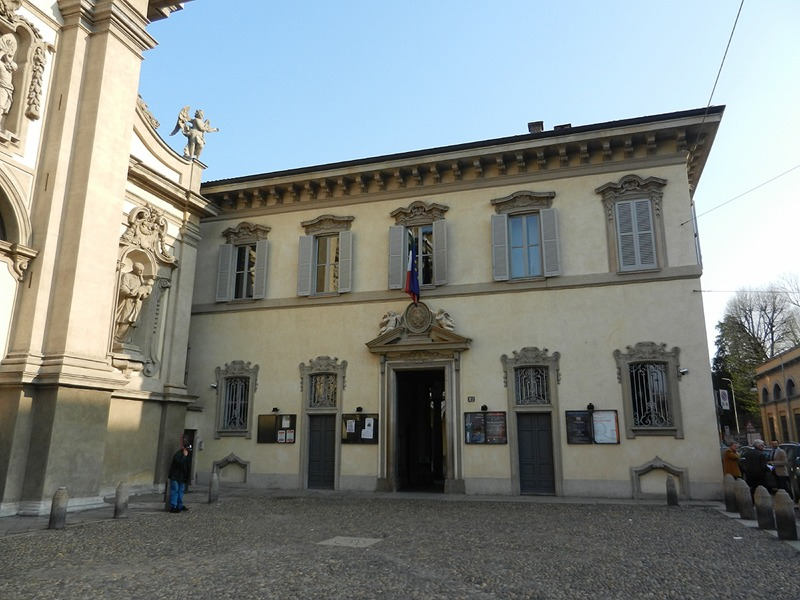
Entrée du conservatoire

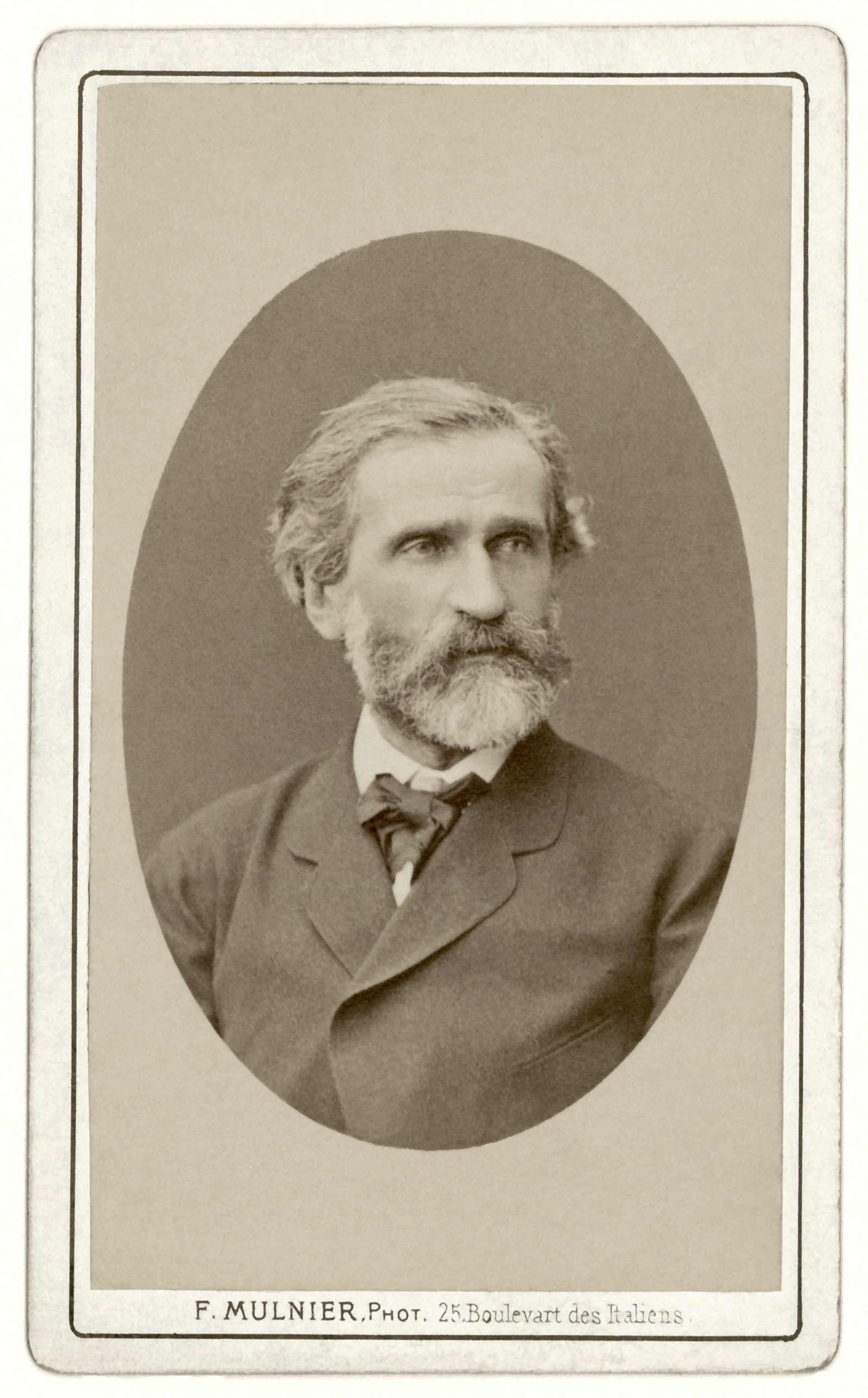
Giuseppe Verdi, ca.1870

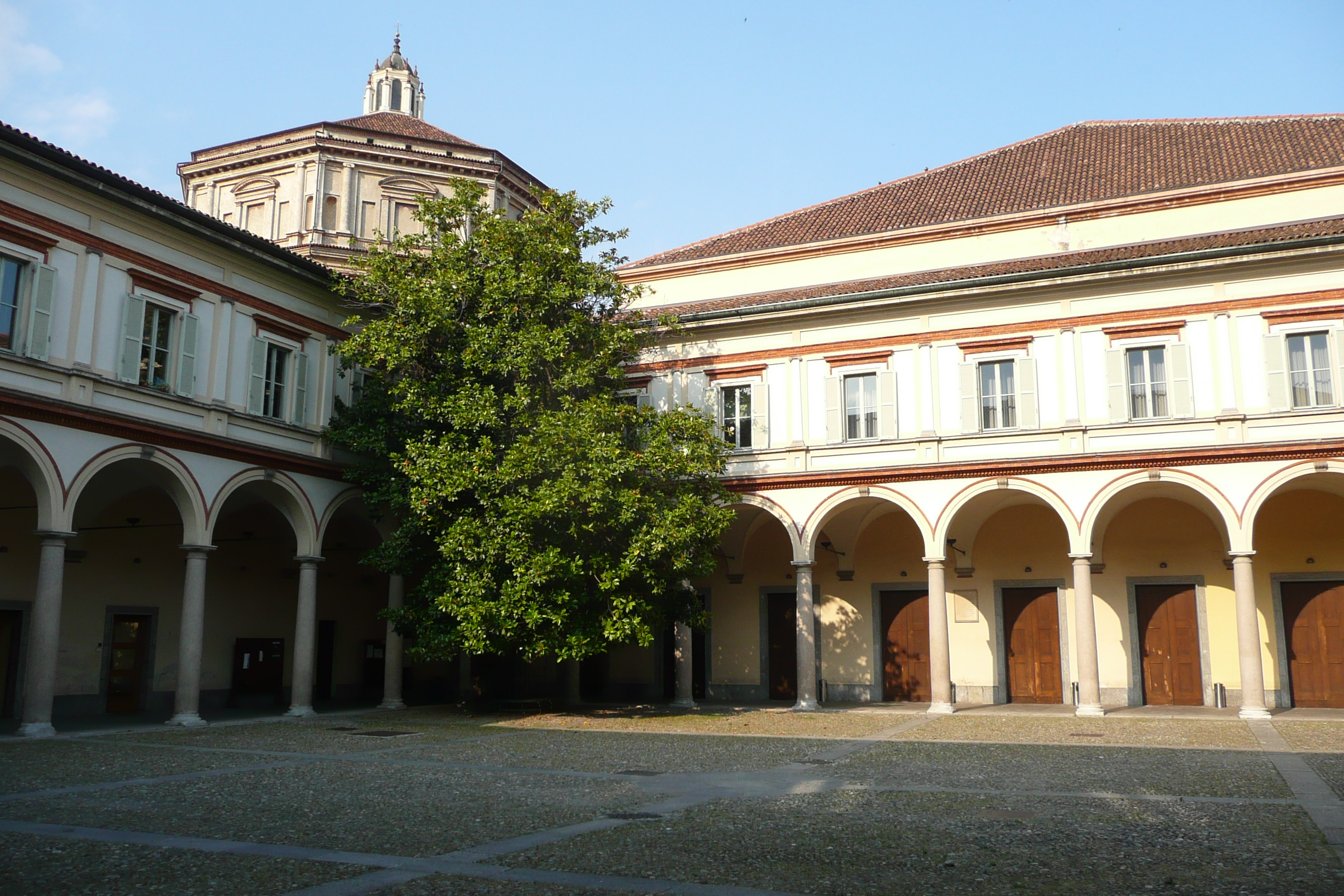
Cloître du XIVe siècle

Le conservatoire Giuseppe Verdi de Milan (en italien, Conservatorio Giuseppe Verdi) est la plus grande institution de formation musicale en Italie.

## Historique
Créé par un décret royal de 1807 à Milan, capitale du royaume d'Italie napoléonien, il a ouvert l'année suivante, dans le cloître de l'église baroque Santa Maria della Passione (it). Il y eut la première année 18 étudiants des deux sexes.

### Directeurs
- Nicola Vaccai en 1842[1]

### Professeurs célèbres
- Marco Bontempo
- Rocco Abate
- Giovanni Acciai
- Giuliana Albisetti
- Giovanni Anfossi
- Davide Anzaghi
- Vincenzo Balzani
- David Banderali
- Giorgio Battistelli
- Antonio Bazzini
- Giulio Bertola
- Bruno Bettinelli
- Gerardo Bizzarro
- Sonia Bo
- Mauro Bonifacio
- Paolo Bordoni
- Paolo Borciani
- Alfredo Bravi
- Elisabetta Brusa
- Bruno Canino
- Paolo Castaldi
- Niccolò Castiglioni
- Alfredo Catalani
- Ruggero Chiesa
- Demetrio Colaci
- Giuseppe Colardo
- Azio Corghi
- Danilo Costantini
- Irlando Danieli
- Renato Dionisi
- Cesare Dominiceti
- Franco Donatoni
- Andrea Dulbecco
- Maria Cecilia Farina
- Cesare Ferraresi
- Lorenzo Ferrero
- Vincenzo Ferroni
- Rocco Filippini
- Alceo Galliera
- Mario Garuti
- Gianluigi Gelmetti
- Giorgio Federico Ghedini
- Giuseppe Giuliano
- Sandro Gorli
- Adriano Guarnieri
- Piermiranda Ferraro
- Ruggero Laganà
- Leonardo Leonardi
- Mauro Loguercio
- Gabriele Manca
- Giacomo Manzoni
- Gabriella Mazzola Nangeroni
- Alessandro Melchiorre
- Pippo Molino
- Riccardo Muti
- Ugo Orlandi
- Francesco Paradiso
- Marco Pace
- Vittorio Parisi
- Luciano Patrignani
- Cristina Pederiva
- Arrigo Pedrollo
- Fernanda Pivano
- Ildebrando Pizzetti
- Ennio Poggi
- Emilio Poggioni
- Enrico Polo
- Amilcare Ponchielli
- Ettore Pozzoli
- Valerio Premuroso
- Salvatore Quasimodo
- Piero Rattalino
- Renato Riccio
- Riccardo Risaliti
- Alessandro Rolla
- Lauro Rossi
- Michele Saladino
- Sergio Scappini
- Salvatore Sciarrino
- Alessandro Solbiati
- Riccardo Sinigaglia
- Ruggero Tajè
- Francesca Torelli
- Javier Torres Maldonado
- Paolo Tortiglione
- Marco Tutino
- Fabio Vacchi
- Carlo Vidusso
- Antonino Votto

### Élèves célèbres
- Claudio Abbado
- Giuseppe Andaloro
- Lilla Lee
- Giovanni Allevi
- Alfredo Antonini[2]
- Ramin Bahrami
- Stefano Belisari (Elio)
- Luca Belloni
- Arturo Benedetti Michelangeli
- Umberto Benedetti Michelangeli
- Luciano Berio
- Bruno Bettinelli
- Oscar Bianchi
- Arrigo Boito
- Olimpia Boronat
- Marco Boschini
- Marco Enrico Bossi
- Giovanni Bottesini
- Elisabetta Brusa
- Francesco Carluccio
- Niccolò Castiglioni
- Riccardo Chailly
- Roberto Cacciapaglia
- Paolo Castaldi
- Lola Castegnaro
- Alfredo Catalani
- Federico Caudana
- Aldo Ceccato
- Alessandro Cicognini
- Giorgio Colombo Taccani
- Ilaria Costantino
- Paolo Tortiglione
- Azio Corghi
- Irlando Danieli
- Francesca Dego
- Alessandro Deljavan
- Franco Donatoni
- Ludovico Einaudi
- Franco Faccio
- Maria Cecilia Farina
- Ivan Fedele
- Vittorio Fellegara
- Sandro Filippi
- Antonino Fogliani
- Matteo Franceschini
- Barbara Frittoli
- Massimo Gatti
- Stefano Gervasoni
- Franco Giovine
- Antônio Carlos Gomes
- Achille Graffigna
- Barbara Giuranna
- Danilo Lorenzini
- Bruno Maderna
- Eugenia Mantelli
- Pietro Mascagni
- Luigi Molfino
- Luca Mosca
- Riccardo Muti
- Gian Carlo Menotti
- Italo Montemezzi
- Otmar Nussio
- Angelo Paccagnini
- Riccardo Pick-Mangiagalli
- Luca Mosca
- Pippo Molino
- Luca Oberti
- Gianfranco Pappalardo Fiumara
- Marco Pace
- Vittorio Parisi
- Emilio Pizzi
- Maurizio Pollini
- Giacomo Puccini
- Victor Rasgado
- Liliana Renzi
- Fausto Romitelli
- Daniele Rustioni
- Giannina Russ
- Carlo Alberto Rossi
- Guido Salvetti
- Alessandro Solbiati
- Alberto Soresina
- Fortunata Tedesco
- Javier Torres Maldonado
- Juan Trigos
- Mariangela Vaccatello
- Mariele Ventre
- Bruno Zanolini

## Décor
Le conservatoire Giuseppe Verdi sert de décor à la série télévisée La Compagnia del Cigno (it). Cette série a été créée et dirigée par Ivan Cotroneo. Elle a été diffusée pour la première fois le 7 janvier 2019 sur la chaîne de télévision italienne RAI 1. Elle est disponible gratuitement en rattrapage, dans sa version française, sur la plateforme France.TV. (en 2021) Une deuxième saison est prévue pour 2021.

Elle suit les aventures entrecroisées de sept élèves de première année, contribuant pour certains à l'orchestre de l'école.